# Tony DiPreta
Anthony Louis DiPreta, dit Tony DiPreta (1921-2010) est un auteur de bande dessinée américain surtout connu pour son travail de dessinateur de comic strip après 1945 (Joe Palooka, Rex Morgan, M.D., etc.).